# Komedia rzymska
Antyczna komedia rzymska (łac. comoedia) – rozwijała się od III wieku p.n.e., wywodząc się bezpośrednio z greckiej komedii nowej. 
Jako zjawisko twórcze uwidoczniała kulturalny podbój Rzymu przez Grecję poprzez intensywne korzystanie z attyckiej tradycji literackiej. Na gruncie języka łacińskiego komedię nowoattycką zaszczepił Liwiusz Andronikus (ok. 284 p.n.e. – ok. 204 p.n.e.), Grek, wzięty do niewoli przez Rzymian. Newiusz (ok. 270 – 201 p.n.e.) wzbogacił komedię o elementy politycznej krytyki. Wbrew oporom władzy, jego utwory często przypominały o złej sytuacji niższych warstw społecznych. Wzorując się na teatrze greckim, aktorzy nosili strój zwany pallium, stąd nazwa fabula palliata. W tym gatunku wprost przenoszono komedię nowoattycką do teatru rzymskiego, wprawdzie przetłumaczoną na język łaciński, ale nadal osadzoną w rzeczywistości greckiej. Często stosowano kontaminację, czyli tworzenie jednego utworu z połączenia kilku innych.
Dopiero w II wieku p.n.e. aktorzy przyjęli za strój rzymskie togi, a komedie w stylu rzymskim zaczęto określać mianem fabula togata. Ten gatunek komedii nazywano często „rzymską komedią narodową”, ponieważ utwór związany był z aktualną tematyką i osadzony w kulturze rzymskiej.
Przedstawiciele fabula palliata
- Plaut (ok. 250 – ok. 184 p.n.e.)
- Terencjusz (ok. 195 – nie wcześniej niż 159 p.n.e.)
- Cecyliusz Stacjusz (ok. 230 p.n.e. – ok. 168 p.n.e.)

Przedstawiciele fabula togata
- Afraniusz (druga połowa II w. p.n.e.)
- Titiniusz
- Kwinkcjusz Atta

Innym gatunkiem komediowym była tzw. fabula atellana, nosząca też nazwę epilogów atellańskich (exodia Atellanica). Składała się z krótkich, improwizowanych scenek satyrycznych, nacechowanych rubasznością i znaczną schematycznością postaci. Szybko przekształciła się w gatunek literacki. Przypuszcza się, że od atellany wywodzi się mim, a także pochodzi z niej charakter późniejszej komedii dell’arte.